# Campionatul Mondial de Scrimă din 1983
Campionatul Mondial de Scrimă din 1983 s-a desfășurat în perioada 20 iulie–30 iulie la Viena în Austria.

## Rezultate

### Masculin
| Probă                 | Aur                                                                                             | Argint                                                                            | Bronz                                                                                      |
| Spadă la individual   | Elmar Borrmann (FRG)                                                                            | Daniel Giger (POL)                                                                | Angelo Mazzoni (ITA)                                                                       |
| Spadă pe echipe       | Franța Olivier Lenglet Philippe Boisse Michel Salesse Jean-Michel Henry                         | RFG Alexander Pusch Elmar Borrmann Rafael Nickel Volker Fischer                   | Italia Sandro Cuomo Roberto Manzi Stefano Bellone Angelo Mazzoni                           |
| Floretă la individual | Aleksandr Romankov (URS)                                                                        | Matthias Gey (FRG)                                                                | Marian Sypniewski (POL)                                                                    |
| Floretă pe echipe     | RFG Harald Hein Matthias Behr Klaus Reichert Frank Beck Matthias Gey                            | RDG Adrian Germanus Klaus Kotzmann Hartmuth Behrens Jens Howe                     | Cuba Ignacio González Pedro Hernández Efigenio Favier Oscar García                         |
| Sabie la individual   | Vasil Etropolski (BGR)                                                                          | Gianfranco Dalla Barba (ITA)                                                      | Hristo Etropolski (BGR)                                                                    |
| Sabie pe echipe       | Uniunea Sovietică Andrei Alșan Heorhii Pohosov Viktor Krovopuskov Mihail Burțev Husein Ismailov | Ungaria · Imre Bujdosó · Imre Gedővári · György Nébald · György Varga · Imre Abay | Italia Giovanni Scalzo Michele Maffei Ferdinando Meglio Gianfranco Dalla Barba Marco Marin |

### Feminin
| Probă                 | Aur                                                                        | Argint                                                                         | Bronz                                                                         |
| Floretă la individual | Dorina Vaccaroni (ITA)                                                     | Carola Cicconetti (ITA)                                                        | Luan Jujie (CHN)                                                              |
| Floretă pe echipe     | Italia Dorina Vaccaroni Carola Cicconetti Anna Rita Sparaciari Clara Mochi | RFG Cornelia Hanisch Ingrid Losert Sabine Bischoff Ute Wessel Christiane Weber | Ungaria · Edit Kovács · Zsuzsanna Jánosi · Katalin Győrffy · Gertrúd Stefanek |

## Clasament pe medalii
| Loc | Țară              | Aur | Argint | Bronz | Total |
| --- | ----------------- | --- | ------ | ----- | ----- |
| 1   | RFG               | 2   | 3      | 0     | 5     |
| 2   | Italia            | 2   | 2      | 3     | 7     |
| 3   | Uniunea Sovietică | 2   | 0      | 0     | 2     |
| 4   | Bulgaria          | 1   | 0      | 1     | 2     |
| 5   | Franța            | 1   | 0      | 0     | 1     |
| 6   | Ungaria           | 0   | 1      | 1     | 2     |
| 7   | RDG               | 0   | 1      | 0     | 1     |
| 7   | Elveția           | 0   | 1      | 0     | 1     |
| 9   | Polonia           | 0   | 0      | 1     | 1     |
| 9   | Cuba              | 0   | 0      | 1     | 1     |
| 9   | China             | 0   | 0      | 1     | 1     |